# البنك المركزي السريلانكي
البنك المركزي لسريلانكا ( CBSL ) هو السلطة النقدية لسريلانكا . تم تأسيسها في عام 1950 بموجب قانون قانون النقد رقم 58 لعام 1949، وهي هيئة شبه مستقلة مملوكة للحكومة، وبعد التعديلات التي أدخلت عليها في ديسمبر 2002، يحكمها مجلس نقدي من خمسة أعضاء، يتألف من الحاكم كرئيس وأمين لوزارة المالية والتخطيط وثلاثة أعضاء يعينهم رئيس سريلانكا، بناءً على توصية وزير المالية، بموافقة المجلس الدستوري. 

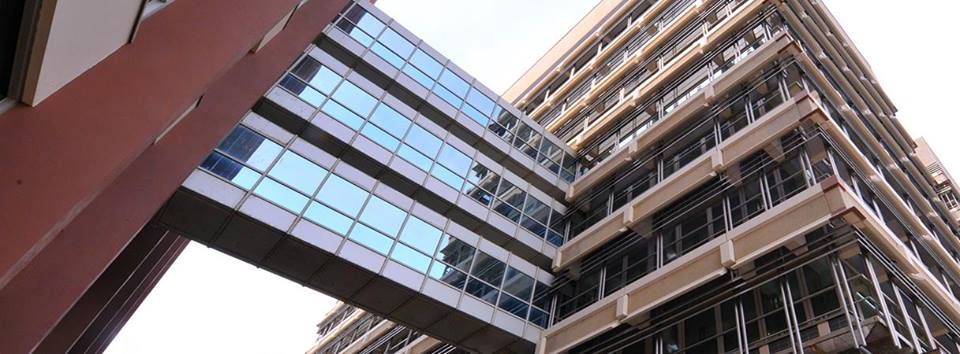
مبنى البنك المركزي لسريلانكا

## روابط خارجية
- البنك المركزي لسريلانكا (الموقع الرسمي)